# Seoni Malwa
Seoni Malwa è una suddivisione dell'India, classificata come municipality, di 26.195 abitanti, situata nel distretto di Hoshangabad, nello stato federato del Madhya Pradesh. In base al numero di abitanti la città rientra nella classe III (da 20.000 a 49.999 persone).

## Geografia fisica
La città è situata a 22° 26' 60 N e 77° 28' 0 E e ha un'altitudine di 313 m s.l.m..

## Società

### Evoluzione demografica
Al censimento del 2001 la popolazione di Seoni Malwa assommava a 26.195 persone, delle quali 13.732 maschi e 12.463 femmine. I bambini di età inferiore o uguale ai sei anni assommavano a 3.412, dei quali 1.749 maschi e 1.663 femmine. Infine, coloro che erano in grado di saper almeno leggere e scrivere erano 19.484, dei quali 11.108 maschi e 8.376 femmine.